# Uche Nwaefuna
Uche Nwaefuna (Lagos; 8 de mayo de 1994) es una actriz y modelo nigeriana. También se la conoce como Uche Montana.

## Biografía
Nwaefuna nació el 8 de mayo de 1994 en Lagos. Completó su educación en Lagos, asistiendo a la Escuela Internacional Loral y Escuela Internacional AOCOED (Adeniran Ogunsanya College of Education).

## Carrera
Su reconocimiento como actriz en la industria cinematográfica nigeriana comenzó en 2015 cuando debutó como empleada doméstica en la película Poison Ivy. También participó en la serie dramática de televisión Hush, que se emitió en African Magic Showcase y African Magic Family en GOtv África de 2016 a 2017. Posteriormente, ha interpretado papeles principales y secundarios en películas de Nollywood como The Fake Life of Abuja Housewives junto a Fredrick Leonard y Nancy Isime. Actuó junto con Uzor Arukwe, Belinda Effah y Alex Ekubo en Hire a Woman. Nwaefuna también es modelo y posee una casa de producción de fotografía, filmación y rodaje de videos.

## Filmografía seleccionada
| Año  | Título                 | Rol           | Reparto                                                                      | Notas  |
| ---- | ---------------------- | ------------- | ---------------------------------------------------------------------------- | ------ |
| 2021 | Women & Lies           |               | - Bimbo Ademoye - Jessica Agu - Lucy Ameh                                    | [ 10 ] |
| 2021 | Hide 'N' Seek          | Uche Montana  | - Kiki Omeili - Mojisola Adebayo - Bimbo Ademoye                             | [ 11 ] |
| 2021 | Dream Job              | Nkechi Okafor | - Pearl Agwu - Sophie Alakija - Toners Beshel                                | [ 12 ] |
| 2021 | Tango of Deception     |               | - Frederick Leonard - Christina Martin - Nini Mbonu                          | [ 13 ] |
| 2021 | Oldest Bridesmaid      | Vivian        | - Munachi Abii - Efe Izrel - Jimmy Odukoya                                   | [ 14 ] |
| 2021 | My Grand Father's Wife | Munachi Snr.  | - Adebola Adejumobi - Denyeefa David Abraham                                 | [ 15 ] |
| 2020 | Doubt                  | Rita          | - Bimbo Ademoye - Gloria Hanson - Mr. Macaroni                               |        |
| 2019 | Seven                  | Efe           | - Sadiq Daba - kehinde Anyị - Ogunsanwo Anita                                |        |
| 2019 | Made in Heaven         | Angel         | - Toyin Abraham - Blossom Chukwujekwu - Lasisi Elenu - Nancy Isime           | [ 16 ] |
| 2019 | Hire a Woman           | Toyosi        | - Belinda Effah - Alexx Ekubo - Nancy Isime - Uzor Arukwe                    |        |
| 2019 | Mad About you          | Tommi         | - Stephen Damian - Chinyere Wilfred - Annie Macaulay-Idibia                  | [ 17 ] |
| 2018 | Lagos Real Fake Life   | Precious      | - IK Ogbonna - Mike Ezuruonye - Nosa Rex - Emmanuella Samuel - Mark Angel    |        |
| 2018 | The Eve                | Bolanle       | - Beverly Naya - John Okafor - Jagila Donatus - Tina Mba                     | [ 18 ] |
| 2018 | Homely:What Men Want   | Suzy          | - Femi Branch - Mary Lazarus - Tina Mba                                      |        |
| 2017 | Banana Island Ghost    | Tope          | - Ali Nuhu - Tina Mba - Uche Jumbo - Dorcas Shola-Fapson                     | [ 19 ] |
| 2017 | Three Wise Men         | Essei         | - Tina Mba - Richard Mofe-Damijo - Ebele Okaro - Zack Orji - Imabong Effiong |        |

## Premios y nominaciones
| Año  | Premios                       | Categoría                                        | Resultados |
| ---- | ----------------------------- | ------------------------------------------------ | ---------- |
| 2018 | Best of Nollywood Awards 2018 | Mejor actriz de reparto (inglés) - What Men Want | Nominada   |
| 2018 | Premios Maya África           | Mejor actriz en serie de televisión: Hush        | Ganadora   |